# Maria Jeritza
Maria Jeritza, Jedlitzka, Marie (Brünn, 1887. október 6. – Orange, New Jersey, 1982. július 10.) opera-énekesnő (szoprán).

## Pályafutása
Sigmund Auspitzernél (Brünn, 1861–Treblinkai megsemmisítő tábor, 1942) tanult énekelni. Előbb a Brünni Városi Színházhoz, utána Olmützbe szerződött, majd Münchenben szerepelt operettekben. Miután 1905-ben Ferenc József császár hallotta énekelni, elrendelte, hogy szerződést ajánljanak számára a bécsi Hofoperben (ma Staatsoper). 1912. május 31-én a budapesti Vígszínházban is vendégszerepelt, a Préger-féle vendégtársulattal, 1914. január 14-én a Népoperában lépett fel Gounod Faustjának Margit szerepében. 1918. május 15-én a Városi Színház látta vendégül, amikor a Tannhäuserben Erzsébetet alakította. 1916-ban kinevezték kamaraénekesnőnek.
1921 novemberében debütált a New York-i Metropolitan Operában. 1923. június 2-án a A rózsalovagban Octavian szerepében vendégszerepelt a Magyar Királyi Operaházban. Ugyanezen év szeptember 27-én kinevezték a bécsi Staatsoper tiszteletbeli tagjává. 1924. június 14-én pedig a budapesti Operaház tiszteletbeli tagja lett. 1925. május 28-án a Toscában, 1926. május 18-án a Tannhäuserben (Erzsébet) vendégszerepelt a Magyar Királyi Operában, 1927. május 20-án a Brabanti Elzaként (Wagner: Lohengrin), 1928. május 27-én a Toscában, 1929. május 21-én a A Nyugat lányában ragadta el művészetével a fővárosi közönséget. 1935-ig volt a bécsi Hofoper énekesnője. 1940-től az Amerikai Egyesült Államokban élt. Több kortárs mű ősbemutatóján szerepelt, többek között 1912-ben Richard Strauss Ariadné Naxoszban című operájában énekelte a címszerepet, Strauss Az árnyék nélküli asszony című művében pedig a Császárnő szerepét alakította. Hatalmas hangterjedelemmel rendelkezett,  mezzoszerepeket is előadott. Kivételes színészi adottságai és meggyőző előadásmódja miatt az 1920-as és 1930-as évek világhírű szopránjai közé tartozott. Budapesten A bolygó hollandi (Wagner) Senta szerepében, illetve a Turandot (Puccini) címszereplőjeként volt sikeres. Önéletrajza 1924-ben jelent meg Sunlight and Song címmel.

## Fontosabb szerepei
- Georges Bizet: Carmen – Carmen
- Giuseppe Verdi: Turandot – Turandot
- Richard Wagner: A bolygó hollandi – Senta
- Richard Wagner: Lohengrin – Brabanti Elza
- Richard Wagner: Tannhäuser – Erzsébet
- Giacomo Puccini: Tosca – Tosca
- Pietro Mascagni: Parasztbecsület – Santuzza